# 迷幻蘑菇

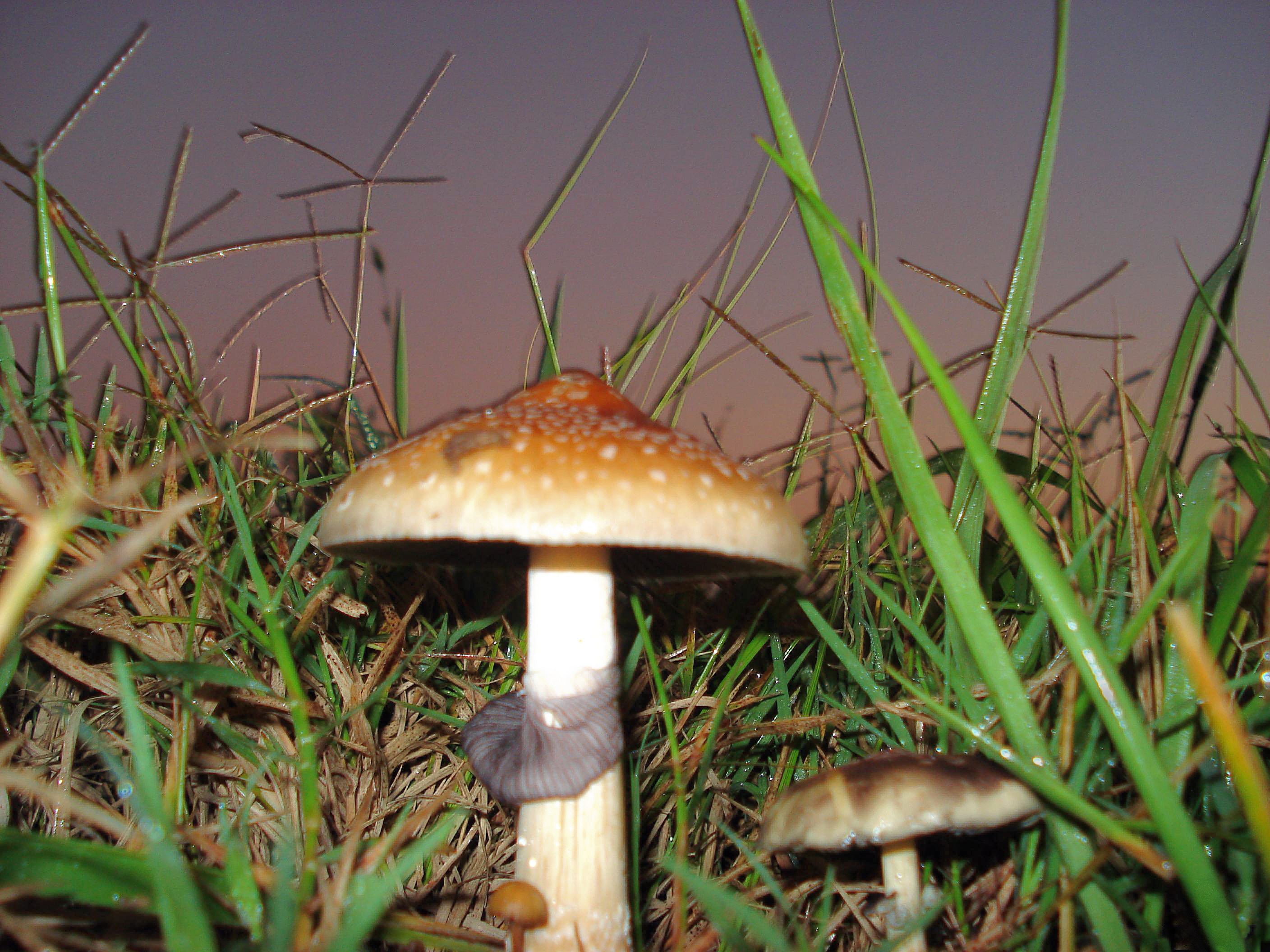
古巴裸蓋菇，又稱裸頭蕈、裸蓋菇鹼蘑菇

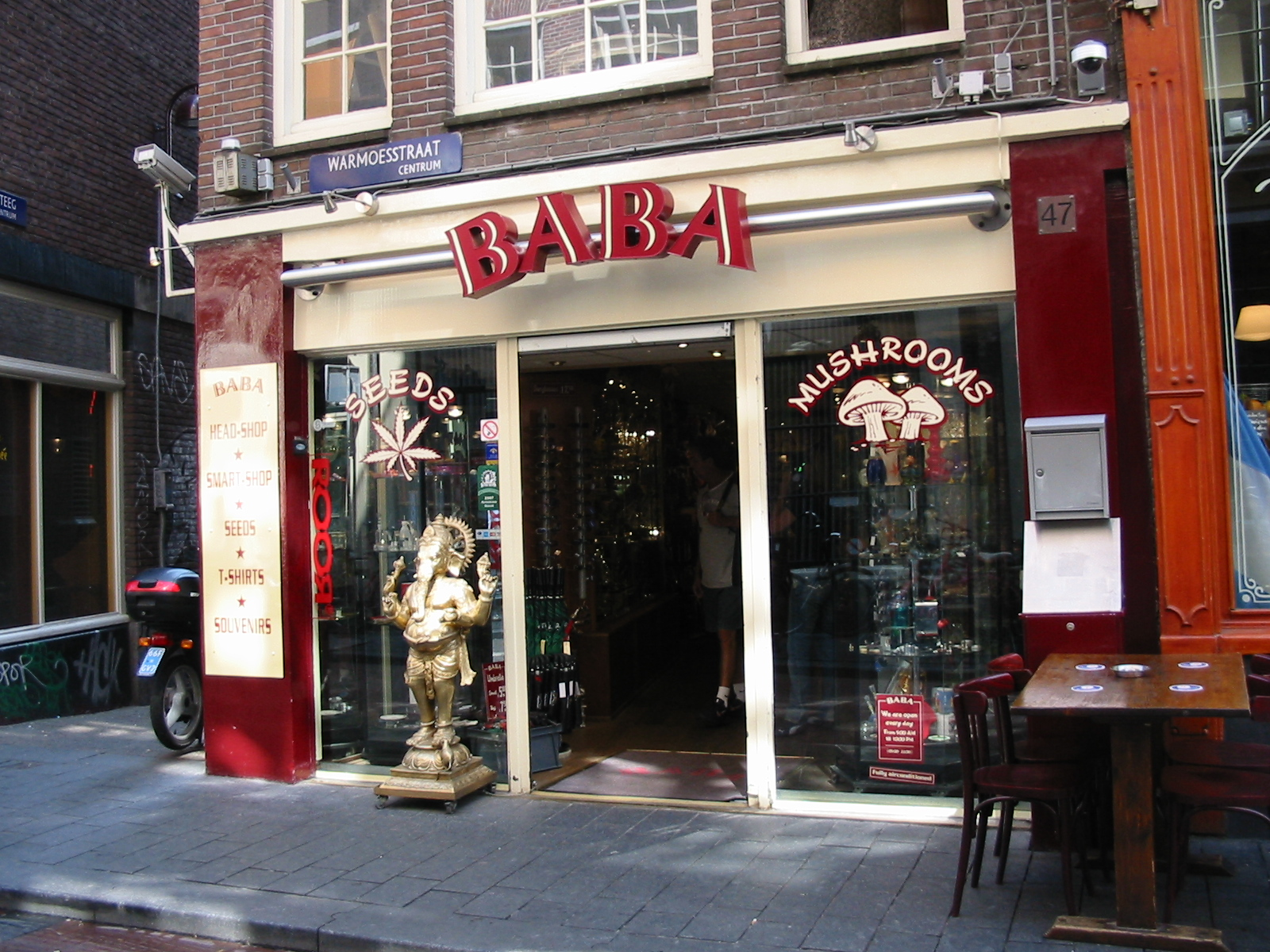
荷蘭的蘑菇店(Paddo shop)、阿姆斯特丹、2007年

賽洛西賓蕈類（psilocybin mushrooms）即裸蓋菇，俗稱迷幻蘑菇、神奇魔菇、魔菇（magic mushroom）、牛屎菇，是含有裸蓋菇鹼和脫磷酸裸蓋菇素等迷幻物質的蕈類。它們在生物屬分類上涵蓋田頭菇屬（Agrocybe）、錐蓋傘屬（Conocybe）、灰斑褶菇屬、盔孢傘屬、老傘屬（Gerronema）、裸傘屬、韌傘屬（Hypholoma）、絲蓋傘屬、小菇屬（Mycena）、斑褶菇屬、光柄菇屬及裸蓋菇屬，總共約190種，其中又以裸蓋菇屬為大宗。

## 歷史

### 古代

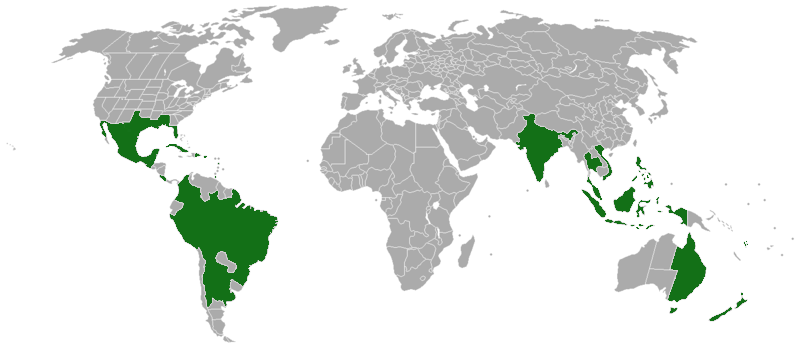
古巴裸蓋菇在全球的分布地圖

考古文獻顯示，早在史前時代人類就已懂得食用含有致幻性物質的蕈類。民族植物學暨致幻劑學者喬治·薩莫里尼指出，阿傑爾高原的塔西利（北非卡普薩文化的史前遺址）的某些中石器時代石洞壁畫可能記錄了薩滿教使用原始的迷幻魔菇的情景，並推測應為裸蓋菇種。中部美洲的原住民，自前哥倫布時代，便已經使用裸蓋菇屬的致幻菇種於宗教共融、占卜和治療，直至今日。考古遺址也發現許多蕈類狀的雕像，似乎印證著古代以致幻性蕈類為儀式使用的悠久歷史。

### 目前
目前，在從墨西哥中部到瓦哈卡州的一些群體中已經報導了捲毛毒素的使用。
目前，在阿姆斯特丹迷幻蘑菇（Magic Mushroom）已經被列為非法了，但是迷幻松露（Magic Truffle）依然合法。（這兩個其實基本上就是同一種東西，有同樣的效果，只不過Magic Mushroom是蘑菇而Magic Truffle是蘑菇的孢子而已）。

## 外部連結
- . 食品藥物消費者知識服務網-反毒資源館. 2011-05-10  [2011-09-30].
- 林口長庚醫院臨床毒物科主任 林杰樑醫師. . 綠十字健康網.   [2011-09-30]. （原始内容存档于2011-10-08）.
- 嘉義長庚紀念醫院藥劑科主任 鄭奕帝. . 管制藥品簡訊. 2008-10  [2019-04-03]. （原始内容存档于2021-04-12）.
- 陳復琴. . 國立自然科學博物館：菌類學習資源.   [2011-09-30]. （原始内容存档于2021-04-12）.